# Elsmecke
Elsmecke ist ein Weiler der Gemeinde Finnentrop im Kreis Olpe in Nordrhein-Westfalen.

## Lage
Der Ortsteil Elsmecke liegt im südöstlichen Bereich des Gemeindegebietes von Finnentrop östlich von Permecke in direkter Nachbarschaft zur Stadt Lennestadt. Nördlich und östlich verläuft die Landesstraße L 737, östlich und südlich verläuft die B 55. 
Der Weiler liegt in einer hügeligen waldreichen Umgebung; ortsprägend sind die Gebäude eines Transportunternehmens.